# 烏丸せつこ
烏丸 せつこ（からすま せつこ、1955年2月3日 - ）は、日本の女優。
滋賀県大津市出身。中京大学中退。ティー・アーティスト所属。6代目（1980年度）クラリオンガール。身長156cm、血液型はA型。「日本人離れしたボディ」で脚光を浴びた。

## 来歴・人物
1979年に6代目（1980年度）クラリオンガールに選出され、芸能界デビュー、デビュー直後にCF、ポスター等でセミヌードを披露する。あどけない表情と日本人離れしたプロポーションで、当時のグラビアを席捲した。
『海潮音』に出演し、女優としてのスタートを切る。同時期には五木寛之による『四季・奈津子』の主役・奈津子役で初主演。ファッション史研究の川本恵子は「裸が最高、ファッション不要。肉体そのものが完璧で、それだけで圧倒的に存在感があるから、ファッションなんて必要ない。あのヌード以上に魅力的な衣装なんてない」などと評した。
大胆な言動も注目を集め、『サウンドストリート』（NHK-FM）でラジオDJとしても活動。ビートたけしや浜田省吾らとの関係が噂されたこともあった。
大河ドラマ『功名が辻』（NHK総合）で明智光秀の妻・槇役を、『南京の真実』では広田弘毅夫人・広田静子役を演じ活動を再開。2014年には『ジュリエット通り』で本格的な舞台に初出演。2020年に出身地の滋賀県を舞台とする『スカーレット』で連続テレビ小説（NHK総合）に初出演した。
私生活では、1981年の『駅 STATION』で知り合った、自身の所属事務所の社長で映画プロデューサーだった妻子ある田中寿一と、不倫の末、1982年に結婚。1983年、1990年に女子を出産。
しかし田中が事業を失敗し、7億5000万円の借金を作ったため、1992年に２人が自己破産の申し立てをしていることが報じられた。2001年に離婚。
共通の知人を通じて知り合った2歳年下の大手レコード会社社員のディレクターと2014年6月10日に婚姻届を提出。

## 出演

### 映画
- 海潮音（1980年、ATG） - 吉井さちこ 役
- 四季・奈津子（1980年、東映） - 奈津子 役
- マノン（1981年、東宝） - みつこ 役
- 駅 STATION（1981年、東宝） - 吉松すず子 役
- すっかり…その気で!（1981年、東宝） - 春日さち子 役
- MISHIMA（1985年）
- メイク・アップ（1987年） - マミ 役
- ゴキブリたちの黄昏（1987年、ヘラルド・エース） - モモコ 役
- ハロー張りネズミ（1991年、大映）
- 北緯15°のデュオ（1991年、「北緯15°のデュオ」の上映を成功させる会） - マニラ在住の日本人女性 役
- 奇跡の山 さよなら、名犬平治（1992年、東宝） - 加納恵子 役
- 南の島に雪が降る（1995年、リバース配給） - 叶谷知美 役
- 岸和田少年愚連隊・望郷（1998年）
- 母の居る場所・台風一過（2004年、KAERU CAFE） - 美智子 役
- パローレ（2004年、K&M） - 幸子 役
- 怪談新耳袋 劇場版「ヒサオ」（2004年8月21日、スローラーナー）
- 誰がために（2005年、パル企画）
- そうかもしれない（2006年、シナジー）
- 歌謡曲だよ、人生は（2007年） - 小畑忠子
- 松ヶ根乱射事件（2007年、シグロ＝ビターズ・エンド＝バップ）
- 次郎長三国志（2008年、角川映画） - お夏 役
- 南京の真実 第一部・七人の死刑囚（2008年1月25日、チャンネル桜エンタテインメント） - 広田弘毅の妻・静子 役
- 伊藤の話（2008年4月26日、カエルカフェ） - 屋敷の乳母 役
- 湾岸フルスロットル1（2008年） - 主人公堂上駿のバイト先の店長 役
  - 湾岸フルスロットル2（2008年） - 主人公堂上駿のバイト先の店長 役
- ふるさとをください（2008年、きょうされん企画映画） - 片倉千草 役
- 少年メリケンサック（2009年、東映）
- 沈まぬ太陽（2009年）
- ロストクライム -閃光-（2010年7月3日、角川映画）
- HESOMORI -ヘソモリ-（2011年、HESOMORI投資事業有限責任組合）
- はさみ hasami（2012年1月14日、アートポート）
- 樹海のふたり（2013年） - 小森茂子 役
- 64-ロクヨン-（2016年） - 日吉雅恵 役
- TOO YOUNG TO DIE! 若くして死ぬ（2016年6月25日） - 牛頭 役[18]
- 二重生活（2016年6月25日）　- 近所のおばさん　役
- 祈りの幕が下りる時（2018年1月27日、東宝） - 宮本康代 役
- 傀儡（2018年6月16日、T-artist） - 柳井波絵 役
- 教誨師（2018年10月6日、マーメイドフィルム＝コピアポア・フィルム） - 野口今日子 役
- オボの声（2018年10月20日、T-artist） - 武井昌子 役
- 現在地はいづくなりや 映画監督東陽一（2020年2月22日、モンタージュ）　※ドキュメンタリー映画
- 横須賀綺譚（2020年7月11日、Cinemago） - 陽子 役
- 明日の食卓（2021年5月28日、KADOKAWA / WOWOW） - 石橋よしえ 役[19]
- なん・なんだ（2022年1月15日、太秦）- 美智子 役
- 夕方のおともだち（2022年2月4日、彩プロ）
- 死体の人（2023年3月17日、 草苅勲監督）- 吉田広志の母 役[20][21]
- ぼくが生きてる、ふたつの世界（2024年9月20日、ギャガ）[22][23]

### テレビドラマ
- 松本清張の「顔」（1982年9月、TBS） - 主演：夏川ケイ 役
- 火曜サスペンス劇場「二人の女」（1983年12月27日、日本テレビ） - 谷村こずえ 役
- ドラマ人間模様「追う男」（1986年、NHK総合）
- 月曜ワイド劇場「死を呼ぶ結婚 床下の恋人は花に埋もれて…美人OL50日間の新婚生活」（1986年2月10日、テレビ朝日）
- 金曜女のドラマスペシャル「はるちゃん・待ちくたびれた女」（1987年2月27日） - 主演：はる 役
- 夏樹静子サスペンス「砂の殺意」（1987年5月25日）
- 月曜・女のサスペンス・傑作推理受賞作シリーズ・死の郵便配達（1989年9月18日、テレビ東京） - 主演：尾崎静子 役
- 男の選びかた（1997年、東海テレビ）
- 新・花へんろ（1997年5月 - 6月、NHK総合）
- 少年たち（1998年12月、NHK総合） - 角田理恵 役
- さそり 第4話・第5話（2004年、BS-TBS）
- 早乙女千春の添乗報告書(16)静岡湯けむりツアー殺人事件（2004年10月18日、TBS） - 鈴子 役
- ハチロー〜母の詩、父の詩〜（2005年1月 - 3月、NHK総合） - ハル 役
- 次郎長 背負い富士（2006年6月 - 8月、NHK総合） - ふな 役
- 大河ドラマ 功名が辻（2006年、NHK総合） - 槇 役
- 水戸黄門 第36部 第12話「母と呼ばせた大相撲・松江」（2006年、TBS・C.A.L）
- 陽炎の辻〜居眠り磐音 江戸双紙〜（NHK総合） - お代の方 役
  - 陽炎の辻〜居眠り磐音 江戸双紙〜（2007年）
  - 陽炎の辻〜居眠り磐音 江戸双紙〜2（2008年）
- 京都地検の女 第4シリーズ 第7話「毒薬殺人の果てに…過食妻の孤独」（2007年12月13日、テレビ朝日）
- 土曜ワイド劇場（テレビ朝日）
  - 「温泉（秘）大作戦(5)」（2008年） - 西邑妙子 役
  - 「私は代行屋!」（2012年8月18日） - 菅原夏美 役
- 再婚一直線!（2008年） - 栗林正子 役
- 水曜ミステリー9（テレビ東京）
  - 「指紋捜査官・塚原宇平の神業(3)完璧すぎる指紋」（2008年） - 河村治子 役
  - 「街占師 〜北白川晶子の事件占い〜」（2008年9月11日） - 水島友里江 役
  - 「ガンリキ 警部補・鬼島弥一」（2012年1月18日、テレビ東京） - 川澄菜穂子 役
- 芸術祭参加ドラマ シュラバッ!〜女の秘密と遺産バトル〜（2008年10月4日、中部日本放送制作･TBS） - 豊島悦香 役
- 必殺仕事人2009 第14話（2009年5月1日、朝日放送制作 / テレビ朝日系） - おかね 役
- 月曜ゴールデン（TBS）
  - 「家族〜あなたに死刑が宣告できますか?」（2009年5月18日） - 遠野幹子 役
  - 「離婚妻探偵2」（2009年6月15日）
  - 「十津川警部シリーズ51」（2014年1月13日） - 金井富美 役
  - 「税務調査官・窓際太郎の事件簿26」（2014年2月24日） - 星島初子 役
- 金曜プレステージ（フジテレビ）
  - 「平岩弓枝作家50年記念・嫁の座」（2009年5月29日）
  - 「浅見光彦シリーズ38 十三の冥府」（2010年9月24日） - 神尾和子 役
- 鉄の骨 第4話（2010年7月24日、NHK総合 土曜ドラマ） - 長岡昇の妻 役
- 科捜研の女 第10シリーズ CASE.X（2010年9月16日、テレビ朝日） - 浅羽美恵 役
- 花嫁のれん（東海テレビ） - 谷本照子 役
  - 第1シリーズ（2010年11月1日 - 12月29日）
  - 第2シリーズ（2011年10月31日 - 12月29日）
  - 第3シリーズ（2014年1月6日 - 3月28日）
- 松本清張ドラマスペシャル 砂の器 第二夜（2011年9月11日、テレビ朝日・東映） - 旅館の女将 役
- 名もなき毒 第7話 - （2013年8月19日 -、TBS） - 奈良和子 役
- プレミアムドラマ「私は父が嫌いです」（2015年3月29日、NHK BSプレミアム） - 古賀サトエ 役
- コウノドリ 第5話（2015年11月13日、TBS） - 笠原節子 役
- 遺産相続弁護士 柿崎真一 第3話（2016年7月21日、読売テレビ） - 津木野芳子 役
- 神の舌を持つ男 第9話（2016年9月2日、TBS） - 小野寺華子（女将） 役
- 砂の塔〜知りすぎた隣人（2016年） - 三田久美子 役
- 隠れ菊（2016年、NHK BSプレミアム） - 吉岡鶴代 役
- 月曜名作劇場ドラマ特別企画「十津川警部シリーズ6 日光・恋と裏切りの鬼怒川」（2018年9月10日、TBS） - 亀井公子 役
- 連続テレビ小説 スカーレット（2019年 - 2020年、NHK総合） - 小池アンリ 役[11]
- 悪党 (小説)（2019年、「連続ドラマW 日曜オリジナルドラマ」枠にて『悪党〜加害者追跡調査〜』のタイトルで放送 - 榎木和也 母 役

### 情報番組ほか
- 美女紀行・E湯・E旅（1986年、テレビ朝日）
- いい旅・夢気分（2009年5月、テレビ東京） - あいはら友子とともに房総半島の旅
- わたしが子どもだったころ　第87回「菊地成孔」編（2009年10月、NHK BShi） - 再現ドラマでのストリッパー 役
- NHKスペシャル 未解決事件 File.03「尼崎殺人死体遺棄事件」（2013年6月、NHK総合） - 主犯の女性 役

### 舞台
- ジュリエット通り（2014年10月8日 - 10月31日、Bunkamuraシアターコクーン） - ボタン 役

## ディスコグラフィ
※　すべてアポロンより発売。
※　一部の曲がオムニバスアルバムに収録されている例はあるが、未CD化。

### シングル
| 発売日         | 面 | タイトル             | 作詞       | 作曲       | 編曲     | 規格品番  | 備考                                       |
| -------------- | -- | -------------------- | ---------- | ---------- | -------- | --------- | ------------------------------------------ |
| 1981年10月21日 | A  | JINX（ジンクス）     | 康珍化     | 岡本一生   | 戸塚修   | AY07-1    | 日清「イタリアンヤキソバ」イメージ・ソング |
| 1981年10月21日 | B  | Big Birdを待たないで | 東陽一     | 荒木一郎   | 井上鑑   | AY07-1    |                                            |
| 1982年         | A  | キャット・ウォーク   | 康珍化     | 亀井登志夫 | 後藤次利 | AY07-3    |                                            |
| 1982年         | B  | 夢ばなれ             | 篠塚満由美 | TEmPA      | 後藤次利 | AY07-3    |                                            |
| 1984年11月21日 | A  | 流されて             | 竜真知子   | 滝沢洋一   | 大谷和夫 | AY00-001S |                                            |
| 1984年11月21日 | B  | FLAPPER DANCE        | 竜真知子   | 伊藤薫     | 大谷和夫 | AY00-001S |                                            |

### アルバム
| 1981年11月 | LP  | AY28-1               | キスミー Kiss Me \| 面 \| No. \| タイトル \| 作詞 \| 作曲 \| 編曲 \| \| -- \| --- \| -------------------- \| ---------- \| -------- \| -------------- \| \| A \| 1 \| Rock' Roll Doll \| 浜田省吾 \| 浜田省吾 \| 戸塚修 \| \| A \| 2 \| How Are You \| 実川俊 \| 実川俊 \| 井上鑑・実川俊 \| \| A \| 3 \| Everything \| 下田逸郎 \| 下田逸郎 \| 井上鑑 \| \| A \| 4 \| Woo-ha Woo-ha \| 実川俊 \| 実川俊 \| 井上鑑・実川俊 \| \| A \| 5 \| Jinx（ジンクス） \| 康珍化 \| 岡本一生 \| 戸塚修 \| \| B \| 1 \| いつとはなしに.. \| 来生えつこ \| りりぃ \| 戸塚修 \| \| B \| 2 \| Kiss Me \| 下田逸郎 \| 下田逸郎 \| 井上鑑 \| \| B \| 3 \| Big Birdは待たないで \| 東陽一 \| 荒木一郎 \| 井上鑑 \| \| B \| 4 \| 冷たい窓 \| 来生えつこ \| 荒木一郎 \| 戸塚修 \| \| B \| 5 \| バラード \| 浜田省吾 \| 浜田省吾 \| 戸塚修 \| |          |                |
| 面         | No. | タイトル             | 作詞 | 作曲     | 編曲           |
| A          | 1   | Rock' Roll Doll      | 浜田省吾 | 浜田省吾 | 戸塚修         |
| A          | 2   | How Are You          | 実川俊 | 実川俊   | 井上鑑・実川俊 |
| A          | 3   | Everything           | 下田逸郎 | 下田逸郎 | 井上鑑         |
| A          | 4   | Woo-ha Woo-ha        | 実川俊 | 実川俊   | 井上鑑・実川俊 |
| A          | 5   | Jinx（ジンクス）     | 康珍化 | 岡本一生 | 戸塚修         |
| B          | 1   | いつとはなしに..     | 来生えつこ | りりぃ   | 戸塚修         |
| B          | 2   | Kiss Me              | 下田逸郎 | 下田逸郎 | 井上鑑         |
| B          | 3   | Big Birdは待たないで | 東陽一 | 荒木一郎 | 井上鑑         |
| B          | 4   | 冷たい窓             | 来生えつこ | 荒木一郎 | 戸塚修         |
| B          | 5   | バラード             | 浜田省吾 | 浜田省吾 | 戸塚修         |

#### オムニバスアルバム
- JーPOPヒットパレード7 80-82 ベスト・ヒット・セレクション（1998年10月25日、ダブリューイーエー・ジャパン、WPC7-8557）-　「Jinx（ジンクス）」を収録
- R40’S 本命 魅惑の女優たち（2013年5月8日、徳間ジャパンコミュニケーションズ、TKCA-73899）-　「Jinx（ジンクス）」を収録

## 写真集
- マノン（1981年、KKベストセラーズ）
- 平凡パンチ臨時増刊（1985年、マガジンハウス）